# Allantodia wichurae
Allantodia wichurae là một loài thực vật có mạch trong họ Woodsiaceae. Loài này được (Mett.) Ching miêu tả khoa học đầu tiên năm 1964.